# 로리 커닝엄
로런스 폴 커닝엄(영어: Laurence Paul Cunningham; 1956년 3월 8일, 그레이터 런던 런던 아치웨이 ~ 1989년 7월 15일, 마드리드 주 마드리드)은 잉글랜드의 전 축구 선수로, 현역 시절 좌측 미드필더로 활약했다. 그는 잉글랜드, 프랑스, 스페인 무대에서 활약했고, 스페인 내전 이후 처음으로 레알 마드리드에 입단한 최초의 영국인 선수로도 기록되었다.
커닝엄은 학령기였던 1970년에 아스널과 계약했지만, 1972년에 포병 군단의 "전진하고 공 받기" 전술에 호환되지 않는다 판단되어 방출되었다. 1974년, 그는 2부 리그의 레이턴 오리엔트에 입단하여 3년을 활약했다. 뒤이어, 그는 1977년에 웨스트 브로미치 앨비언으로 이적해 대도약을 이룩했다. 그는 웨스트 브로미치 소속으로 론 앳킨슨 감독의 지도를 받아 시릴 레지스와 브렌던 뱃슨과 함께 활약하여 잉글랜드 축구 1부 리그에 명성을 떨친 역사상 2번째 흑인 삼각편대를 이룩했다. 앳킨스의 지도를 받은 이 공격 "삼각 편대"(Three Degrees)는 미국의 동명 솔 가수단체 별칭이 붙었다. 그는 더 호손스에서 활약을 바탕으로 레알 마드리드로 이적해 5년을 활약하며 라 리가를 1번, 코파 델 레이를 2번 들어올렸다. 그는 프랑스의 마르세유를 거쳐 1985년에 레스터 시티로 이적하며 잉글랜드 땅을 다시 밟았고, 라요 바예카노로 이적하며 다시 스페인 무대에 복귀했다. 커닝엄은 1988년에 윔블던에 입단하여 "미친 깡패단" 일원으로 1988년 FA컵을 우승했는데, 이는 그가 현역 시절 거둔 마지막 우승이었다.
커닝엄은 웨스트 브로미치 앨비언 시절인 1977년에 잉글랜드 U-21 국가대표팀에 차출되어 잉글랜드 축구 협회 산하의 잉글랜드 국가대표 선수로 차출된 최초의 흑인 선수가 되었다. 그는 뒤이어 1979년부터 1980년까지 성인 국가대표팀 경기에도 출전해, 잉글랜드의 흑인 국가대표 1세대 선수로 기록되었다.
라요 바예카노에서 활약하던 커닝엄은 1989년 7월 15일 오전, 마드리드에서 교통 사고를 당해 향년 33세로 영면에 들었다.

## 유년 시절
런던 아치웨이 출신인 그는 자메이카의 경마 기수의 아들이다. 커닝엄은 학교에서 축구를 하다가 아스널로부터 입단이 거절되고 1974년에 레이턴 오리엔트에 합류했다.

## 클럽 경력

### 웨스트 브로미치 앨비언
1977년, 그는 웨스트 브로미치 앨비언에 합류해 조니 질스 감독의 지도를 받았고, 또다른 흑인 선수 시릴 레지스와 만났고, 이후 론 앳킨스 감독 임기에는 브렌던 뱃슨과도 협력했다. 이 시기에 잉글랜드 1부 리그 역사상 2번째로 공격진에 3명을 모두 흑인으로 배치했는데,(최초는 클라이드 베스트, 클라이브 찰스, 그리고 에이드 코커를 1972년 4월 토트넘 홋스퍼전에 배치한 웨스트 햄 유나이티드였다) 앳킨스는 커닝엄, 뱃슨, 그리고 레지스를 미국의 솔 가수 단체명을 따 "삼각 편대"(Three Degrees)로 수식했다.
웨스트 브로미치 앨비언 시절, 그는 렌 카스텔로의 헌정 경기에 출전했는데, 이 경기에서 백인 선수들로 구성된 선수단과 흑인 선수들로 구성된 선수단이 맞붙었다.

### 레알 마드리드
1979년 여름, 그는 스페인 내전 이래 처음으로 레알 마드리드에 입단하는 최초의 영국 선수가 되었는데, 마드리드는 역사적인 영입을 위해 웨스트 브로미치 앨비언에 £950,000을 지불했다. 그는 첫 출전 경기에서 2골을 기록했고, 1년차를 리그와 컵을 동시에 석권하는 2관왕으로 마무리했다.
커닝엄은 1980-81 시즌에도 마드리드에서 주축 선수로 활약했는데, 유러피언컵 초반에 득점도 올렸지만, 부상으로 쓰러졌고, 발가락 골절로 수술을 받아야 했다. 그는 파리에서 열린 리버풀과의 유러피언컵 결승전을 앞두고 간신히 회복해 복귀했지만, 0-1 패배를 막기에는 역부족이었다. 1981-82 시즌 개막 전 훈련에서 허벅지 부상을 당한 커닝엄은 시즌 대부분을 빠졌고,(3경기 출전하여 무득점) 그가 이 시즌에 거둔 유일한 성과로는 카이저슬라우테른과의 UEFA컵 8강전에 출전한 것이 전부였다. 이 경기 1차전에서, 커닝엄은 득점을 기록해 마드리드의 3-1 승리에 일조했다. 그러나, 2차전에 전반 종료 후 보복 행위로 퇴장당했고, 카이저슬라우테른에 0-5로 대패하며 마드리드의 역사상 최악의 유럽대항전 패배에 일조했다. 커닝엄은 스포르팅 히혼과의 코파 델 레이 결승전에서 승리로 대회 2번째 우승을 거두었지만, 2-1 승리 외에 암울한 시즌에 거둔 것은 없었다. 그 다음 시즌, 마드리드가 요니 메트호트를 영입해 울리 슈틸리케와 함께 최고 허용 외국인 선수 기준인 2명을 초과하면서 커닝엄은 1982-83 시즌 경기 대부분을 출전하지 못했고, 이후 1983년 4월에 맨체스터 유나이티드로 임대되어 론 앳킨슨 감독과 재회했다. 그는 1982-83 시즌을 끝으로 마드리드를 떠나, 스포르팅 히혼에서 활약하다가 마르세유로 완전 이적했다.

### 이후 행보
커닝엄은 1984-85 시즌에 프랑스 리그에서 1년만 머물렀고, 이후 레스터 시티로 이적해 잉글랜드 무대로 복귀했지만, 또 부상을 당해 반 년밖에 활약하지 못했다. 1985-86 시즌 후, 커닝엄은 2부 리그의 라요 바예카노로 이적해 다시 스페인 무대로 돌아왔다. 그는 1987-88 시즌에 벨기에의 샤를루아로 이적했지만, 또 부상으로 쓰러졌고, 해를 넘겨 잉글랜드의 윔블던과 단기 계약을 맺었고, 이 시기에 "던스"(Dons)는 리버풀과 FA컵 결승전을 벌여 이겼다.
커닝엄은 1988-89 시즌에 스페인의 라요 바예카노로 복귀했다. 그는 소속 구단의 1부 리그 승격을 확정짓는 득점을 기록했다. 그러나, 그 기쁨도 잠시, 커닝엄은 1989년 7월 15일 오전 마드리드에서 교통사고를 당해 향년 33세로 영면에 들었다. 그는 유족으로 배우자와 아들을 두었다.

## 국가대표팀 경력
1977년 4월 27일, 커닝엄은 브래몰 레인에서 열린 스코틀랜드를 상대로 잉글랜드 U-21 국가대표팀 첫 경기를 치렀고, 득점도 올렸다. 당시, 커닝엄은 모든 연령대를 통틀어 잉글랜드 국가대표팀 유니폼을 입은 최초의 흑인 선수로 알려졌지만, 나중에 벤저민 오데제가 잉글랜드 학생 국가대표 일원으로 1971년에 활약한 것으로 알려지며, 이는 사실이 아닌 것으로 확인되었다.
1979년, 그는 웨일스와의 종주국 국제 대회에서 잉글랜드 국가대표팀 첫 경기를 치렀다. 그는 레알 마드리드에서 2관왕을 달성하고도 론 그린우드 잉글랜드 국가대표팀 감독은 유로 1980 최종 명단에 그를 배제했다. 그린우드 감독은 커닝엄을 노르웨이와의 1982년 월드컵 예선전을 앞두고 차출했지만, 4-0으로 이긴 이 경기에서 그를 기용하지 않았다. 커닝엄은 이어지는 루마니아와의 경기에 교체로 출전했지만, 1-2 패배를 막기에는 역부족이었다. 이 경기는 커닝엄이 출전한 마지막 잉글랜드 국가대표팀 경기였다.

## 후평
2004년 11월, 그는 웨스트 브로미치 앨비언의 125주년 행사 중 진행된 투표에서 구단을 빛낸 16명의 선수들 중 하나로 선정했다. 구단은 커닝엄을 더 호손스의 벽 한켠을 장식할 선수 이름 중에 커닝엄을 포함했다.
2013년 10월, 누비언 잭 커뮤니티 트러스트는 브리즈번 로드 외벽에 그의 청상패를 공개했다. 2015년 9월, 잉글리시 헤리티지도 커닝엄의 유년시절 거처인 런던 스트라우드 그린구 랭캐스터로 73에 청상패를 설치했다.
2017년 11월, 그레이엄 입슨은 레이턴의 브리즈번 로드 근처 즉위 정원에 커닝엄의 첫 구단인 레이턴 오리엔트에 그를 헌정한 동상을 공개했다. 입슨은 2019년 5월에 웨스트 브로미치 시내에 그의 또다른 상을 세웠다. 이 작품은 커닝엄과 앨비언 시절 동료인 시릴 레지스와 브렌던 뱃슨과 함께 있는 동상으로, 건립 운동을 주도한 연설자의 말에 따르면 "세 선수는 흑인 선수들에게 굳게 잠긴 축구계로 후배들이 진입할 문을 열었다"고 평했다.
그의 생애를 기반으로 한 더기 블랙슬랜드의 연극 "3번째 편대원을 찾아"(Getting the Third Degree)는 2019년에 초연했다.

### 기념물

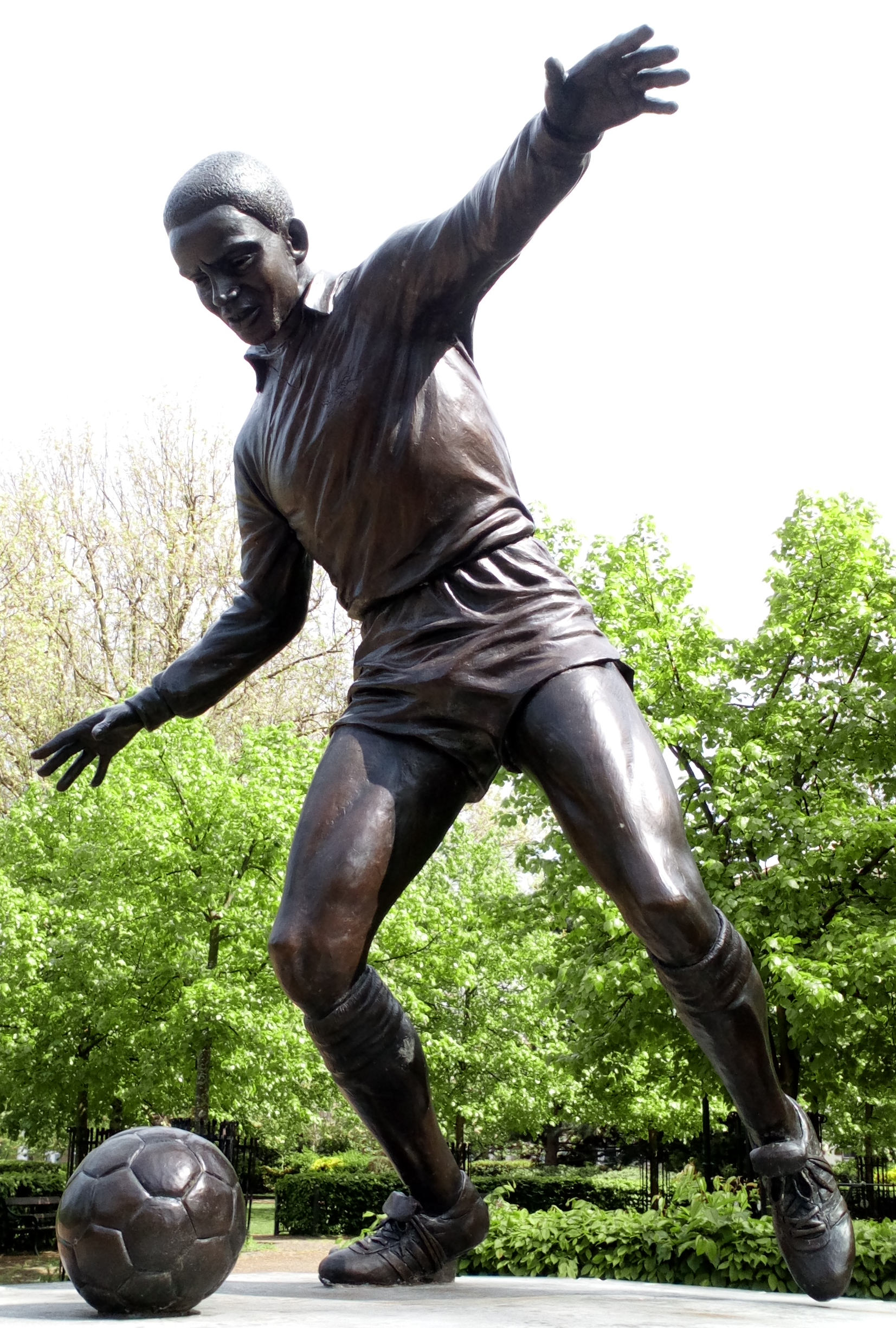
브리즈번 로드 근처 커닝엄 동상
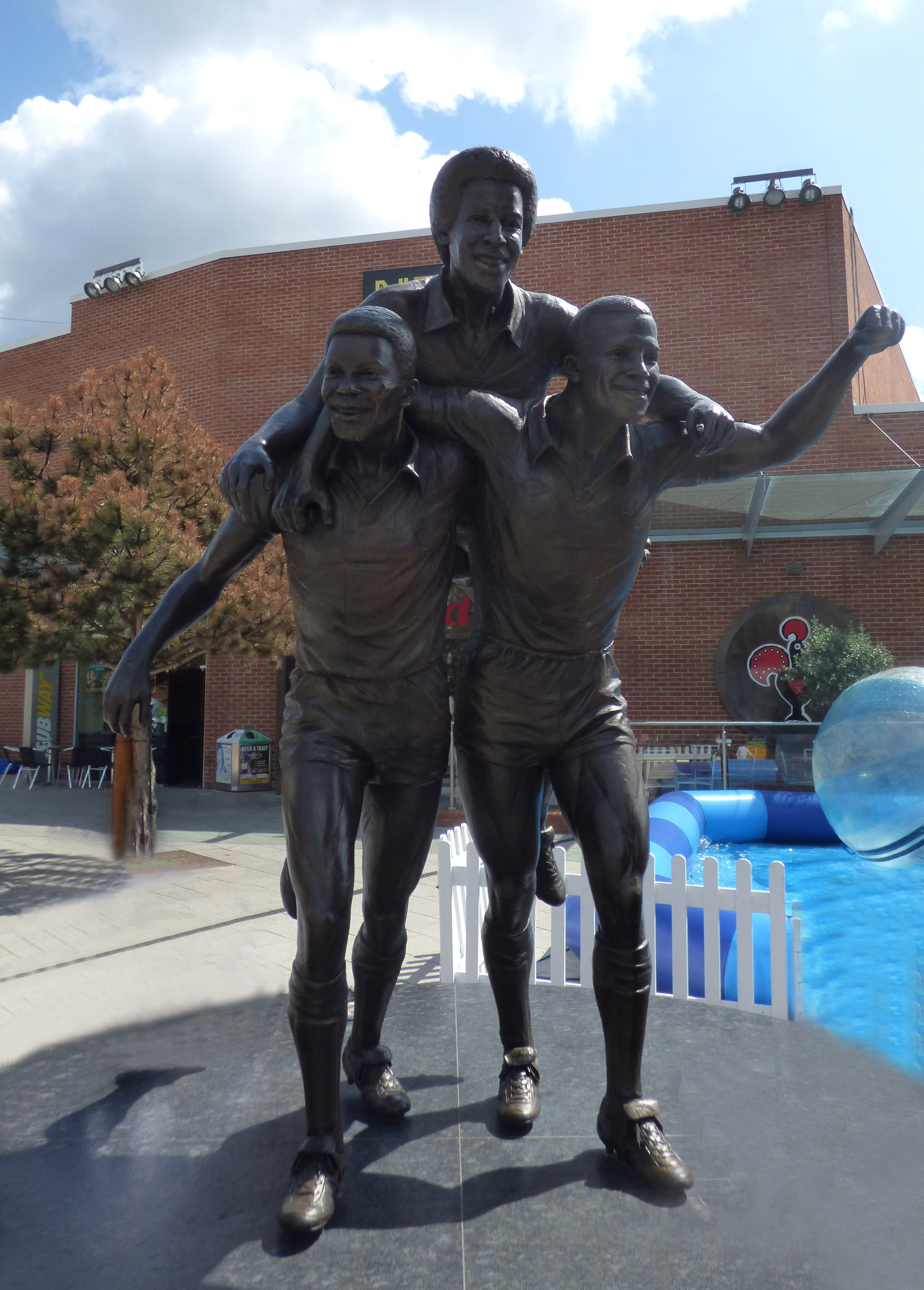
그레이엄 입슨이 웨스트 브로미치 신광장에 세운 삼각편대 동상
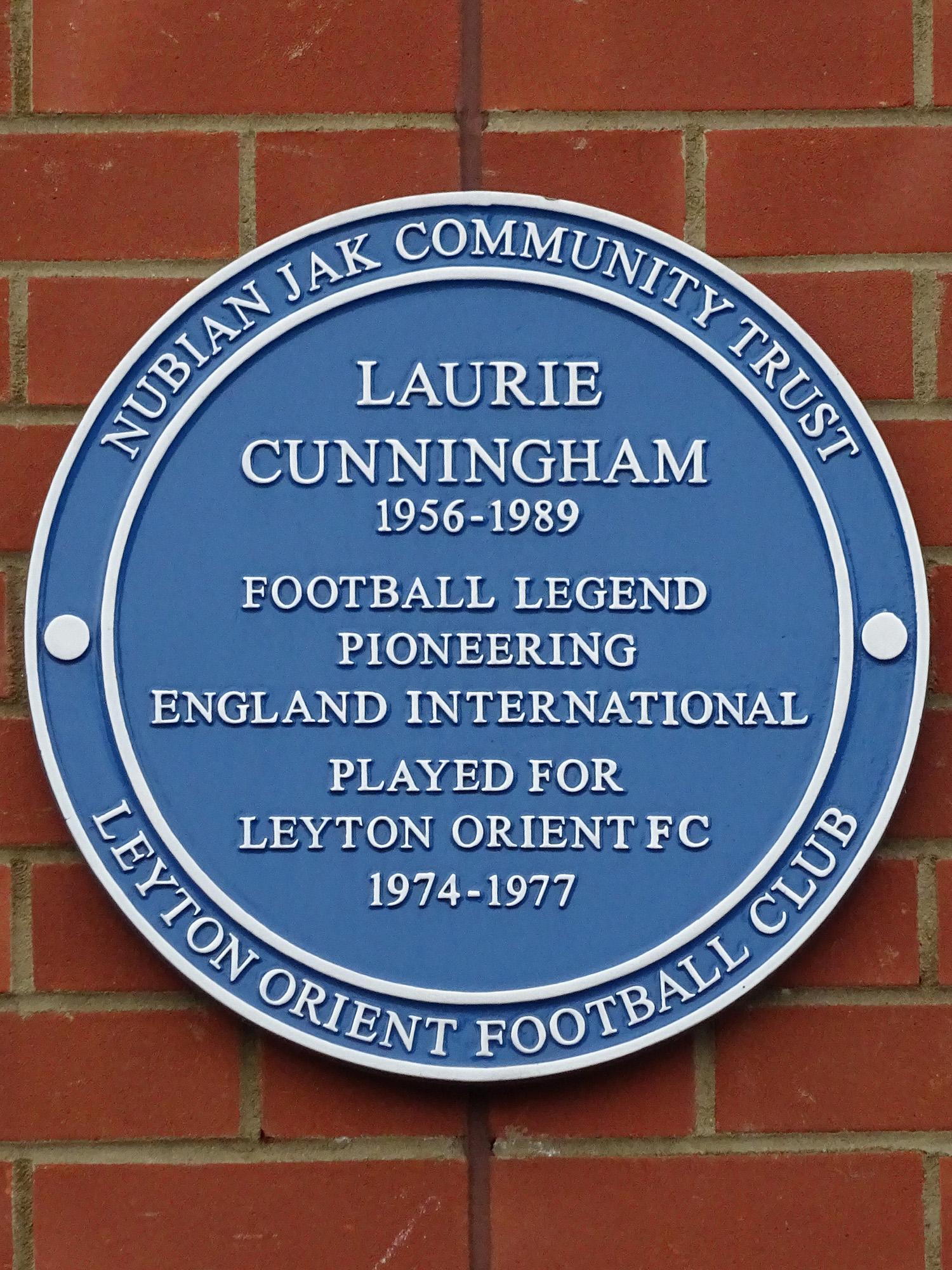
브리즈번 로드 밖에 걸린 청상패

## 경력 통계

### 클럽
| 구단                       | 시즌      | 리그            | 리그 | 리그 | 컵   | 컵 | 리그컵 | 리그컵 | 대륙 | 대륙 | 합계 | 합계 |
| 구단                       | 시즌      | 리그명          | 출장 | 골   | 출장 | 골 | 출장   | 골     | 출장 | 골   | 출장 | 골   |
| -------------------------- | --------- | --------------- | ---- | ---- | ---- | -- | ------ | ------ | ---- | ---- | ---- | ---- |
| 레이턴 오리엔트            | 1974–75   | 2부 리그        | 17   | 1    | 1    | 0  | 0      | 0      | —    | —    | 18   | 1    |
| 레이턴 오리엔트            | 1975–76   | 2부 리그        | 34   | 8    | 0    | 0  | 1      | 0      | —    | —    | 35   | 8    |
| 레이턴 오리엔트            | 1976–77   | 2부 리그        | 24   | 6    | 4    | 0  | 4      | 1      | —    | —    | 32   | 7    |
| 레이턴 오리엔트            | 합계      | 합계            | 75   | 15   | 5    | 0  | 5      | 1      | 0    | 0    | 85   | 16   |
| 웨스트 브로미치 앨비언     | 1976–77   | 1부 리그        | 13   | 6    | 0    | 0  | 0      | 0      | —    | —    | 13   | 6    |
| 웨스트 브로미치 앨비언     | 1977–78   | 1부 리그        | 33   | 6    | 4    | 0  | 3      | 0      | —    | —    | 40   | 6    |
| 웨스트 브로미치 앨비언     | 1978–79   | 1부 리그        | 40   | 9    | 6    | 3  | 3      | 0      | 8    | 4    | 57   | 16   |
| 웨스트 브로미치 앨비언     | 합계      | 합계            | 86   | 21   | 10   | 3  | 6      | 0      | 8    | 4    | 110  | 28   |
| 레알 마드리드              | 1979–80   | 라 리가         | 29   | 8    | 5    | 1  | —      | —      | 7    | 3    | 41   | 12   |
| 레알 마드리드              | 1980–81   | 라 리가         | 12   | 5    | 0    | 0  | —      | —      | 5    | 2    | 17   | 7    |
| 레알 마드리드              | 1981–82   | 라 리가         | 3    | 0    | 3    | 0  | —      | —      | 2    | 1    | 8    | 1    |
| 레알 마드리드              | 1982–83   | 라 리가         | 0    | 0    | 0    | 0  | —      | —      | 0    | 0    | 0    | 0    |
| 레알 마드리드              | 합계      | 합계            | 44   | 13   | 8    | 1  | —      | —      | 14   | 6    | 66   | 20   |
| 맨체스터 유나이티드 (임대) | 1982–83   | 1부 리그        | 5    | 1    | 0    | 0  | 0      | 0      | —    | —    | 5    | 1    |
| 스포르팅 히혼 (임대)       | 1983–84   | 라 리가         | 30   | 3    | 10   | 4  | —      | —      | —    | —    | 40   | 7    |
| 마르세유                   | 1984–85   | 디비시옹 1      | 30   | 8    | 3    | 0  | —      | —      | —    | —    | 33   | 8    |
| 레스터 시티                | 1985–86   | 1부 리그        | 15   | 0    | 0    | 0  | 0      | 0      | —    | —    | 15   | 0    |
| 라요 바예카노              | 1986–87   | 세군다 디비시온 | 37   | 3    | 0    | 0  | —      | —      | —    | —    | 37   | 3    |
| 윔블던                     | 1987–88   | 1부 리그        | 6    | 2    | 2    | 0  | 0      | 0      | —    | —    | 8    | 2    |
| 샤를루아                   | 1987–88   | 벨기에 1부 리그 | 1    | 0    | —    | —  | —      | —      | —    | —    | 1    | 0    |
| 라요 바예카노              | 1988–89   | 세군다 디비시온 | 19   | 1    | 1    | 0  | —      | —      | —    | —    | 20   | 1    |
| 경력 합계                  | 경력 합계 | 경력 합계       | 348  | 67   | 39   | 8  | 11     | 1      | 22   | 10   | 420  | 86   |

### 국가대표팀
출처:
| 국가대표팀 | 연도 | 출장 | 골 |
| ---------- | ---- | ---- | -- |
| 잉글랜드   |      |      |    |
| 1979       | 3    | 0    |    |
| 1980       | 3    | 0    |    |
| 합계       | 합계 | 6    | 0  |

## 수상
레알 마드리드
- 라 리가: 1979–80
- 코파 델 레이: 1979–80, 1981–82

윔블던
- FA컵: 1987–88

## 참고 문헌
- D. Bowler & J. Bains (2000), Samba in the Smethwick End: Regis, Cunningham, Batson and the Football Revolution. ISBN 1-84018-188-5
- Paul Rees (2014), The Three Degrees The Men Who Changed British Football Forever. ISBN 978-1-4721-1926-1